# الشجب (ماوية)

تعديل مصدري - تعديل

الشجب هي إحدى قرى مديرية ماوية بمحافظة تعز اليمنية، بلغ تعداد سكانها 1391 نسمة حسب الإحصاء الذي جرى عام 2004.